# Dicranota hoplomera
Dicranota (Rhaphidolabis) hoplomera là một loài ruồi trong họ Pediciidae. Chúng phân bố ở vùng Indomalaya.